# Emmanuel Imorou
Emmanuel Imorou, né le 16 septembre 1988 à Bourges, est un ancien footballeur international béninois jouant au poste de défenseur latéral.

## Biographie
Né en 1988 à Bourges, il commence le football très tôt et y découvre une vraie passion. Après avoir joué dans plusieurs clubs du Cher, il confirme son talent sur les terres berrichonnes en rejoignant le centre de formation de La Berrichone de Châteauroux. En 2008, âgé de 20 ans, il y signe son premier contrat professionnel, d'une durée de 3 ans, en tant que latéral gauche. Sa vitesse et son pied gauche précis sont ses armes sur le terrain.
Lors de sa première saison, il dispute seulement sept matchs en Ligue 2. Une saison chaotique qui l'amène à se faire prêter la saison suivante au FC Gueugnon où, en tant que titulaire, il réalise une saison pleine. Cette même année, parallèlement à son parcours en club, il devient international béninois et participe à la CAN en Angola, où il jouera contre le Mozambique, le Nigéria et l'Égypte. À la fin de cette deuxième saison, beaucoup de clubs s'intéressent à lui, notamment Le Mans, Lille, Saint-Étienne et même le Benfica. Cependant, Châteauroux souhaite le conserver et ne le lâche pas.
Cette saison-là, Emmanuel dispute une trentaine de matchs en tant que milieu gauche, dont la moitié comme titulaire. Libre de transfert, il alimente encore une fois le mercato estival. On l'annonce dans plusieurs clubs de l'élite française mais également au FC Porto, au Benfica, au Panathinaïkos ou encore au Sporting Clube de Braga (finaliste de la Ligue Europa 2010-2011), club dans lequel il décide de s'engager pour 5 ans afin de remplacer le latéral gauche Sílvio, en partance pour l'Atlético Madrid.
Au terme de sa première saison à Braga, au cours de laquelle il ne fait que trois apparitions en Liga Sagres, il est libéré par le club et s'engage le 5 juillet 2012 avec le Clermont Foot.
Libre de tout contrat après deux saisons en Auvergne, il s'engage pour une durée de 3 ans avec le Stade Malherbe de Caen, promu en Ligue 1. Il réalise une première saison complète avec le club normand, disputant 30 matchs, tous titulaires, en championnat. Installé sur le flanc gauche de la défense, il marque, le 26 septembre 2015, son premier but avec le SM Caen lors d'un match de Ligue 1 face au Gazélec Ajaccio (victoire 2-0). Sa deuxième saison est plus compliquée car il se blesse plusieurs fois et ne joue que 15 matchs.
Sa troisième saison en Ligue 1 débute bien pour lui avec sept rencontres disputées sur les neuf premières journées. Il se blesse une nouvelle fois en octobre 2016. Il ne retrouvera les terrains qu'en avril 2017. Au total, il ne disputera que 10 rencontres lors de la saison 2016-2017.
Il est prêté en août 2017 au Cercle Bruges, avec lequel il remporte le championnat de Proximus League.
Lors de la saison 2018-2019, il est l'un des quatre délégués syndicaux de l'UNFP au sein du SM Caen. En fin de contrat, il annonce en juin 2019 son départ du SM Caen.
En septembre 2019, il devient consultant pour BeIn Sport. Dans le même temps, il signe dans le club amateur du Thonon Évian Football Club.
Il annonce la fin de sa carrière le 28 mai 2021 puis retourne à la Berrichonne de Châteauroux pour devenir responsable des médias.
Il se reconvertit en tant que coach lors de la saison 2024-2025 avec les U16 de la Berrichonne de Châteauroux. Equipe avec laquelle il remportera le championnat mineur U16 R2. 
Manu Imorou évolue parallèlement au club de Châteauroux Métropole Futsal où il est le capitaine de l'équipe fanion, championne de R1 et barragiste pour la montée en D2.

## Palmarès
Cercle Bruges KSV
- Championnat de Belgique de D2 (1) :
  - Champion : 2018

## Statistiques

### En club
| Saison                | Club                  | Championnat                | Championnat | Championnat | Championnat | Coupe nationale | Coupe nationale | Coupe nationale | Coupe de la Ligue | Coupe de la Ligue | Coupe de la Ligue | Compétition(s) continentale(s) | Compétition(s) continentale(s) | Compétition(s) continentale(s) | Compétition(s) continentale(s) | Total | Total | Total |
| Saison                | Club                  | Division                   | M.          | B.          | P.d.        | M.              | B.              | P.d.            | M.                | B.                | P.d.              | Comp.                          | M.                             | B.                             | P.d.                           | M.    | B.    | P.d.  |
| 2007-2008             | LB Châteauroux        | Ligue 2                    | 1           | 0           | 0           | -               | -               | -               | -                 | -                 | -                 | -                              | -                              | -                              | -                              | 1     | 0     | 0     |
| 2008-2009             | LB Châteauroux        | Ligue 2                    | 7           | 0           | 0           | -               | -               | -               | 1                 | 0                 | 0                 | -                              | -                              | -                              | -                              | 8     | 0     | 0     |
| 2010-2011             | LB Châteauroux        | Ligue 2                    | 28          | 0           | 2           | 2               | 0               | 0               | 1                 | 0                 | 0                 | -                              | -                              | -                              | -                              | 31    | 0     | 2     |
| Sous-total            | Sous-total            | Sous-total                 | 36          | 0           | 2           | 2               | 0               | 0               | 2                 | 0                 | 0                 | -                              | -                              | -                              | -                              | 40    | 0     | 2     |
| 2009-2010             | FC Gueugnon (prêt)    | National                   | 22          | 1           | 0           | -               | -               | -               | 1                 | 0                 | 0                 | -                              | -                              | -                              | -                              | 23    | 1     | 0     |
| Sous-total            | Sous-total            | Sous-total                 | 22          | 1           | 0           | -               | -               | -               | 1                 | 0                 | 0                 | -                              | -                              | -                              | -                              | 23    | 1     | 0     |
| 2011-2012             | SC Braga              | Primera Liga               | 3           | 0           | 0           | 1               | 0               | 0               | -                 | -                 | -                 | C3                             | 1                              | 0                              | 0                              | 5     | 0     | 0     |
| Sous-total            | Sous-total            | Sous-total                 | 3           | 0           | 0           | 1               | 0               | 0               | -                 | -                 | -                 | -                              | 1                              | 0                              | 0                              | 5     | 0     | 0     |
| 2012-2013             | Clermont Foot         | Ligue 2                    | 30          | 0           | 0           | 1               | 0               | 0               | 1                 | 0                 | 0                 | -                              | -                              | -                              | -                              | 32    | 0     | 0     |
| 2013-2014             | Clermont Foot         | Ligue 2                    | 32          | 1           | 1           | 1               | 0               | 0               | 1                 | 0                 | 0                 | -                              | -                              | -                              | -                              | 34    | 1     | 1     |
| Sous-total            | Sous-total            | Sous-total                 | 62          | 1           | 1           | 2               | 0               | 0               | 2                 | 0                 | 0                 | -                              | -                              | -                              | -                              | 66    | 1     | 1     |
| 2014-2015             | SM Caen               | Ligue 1                    | 30          | 0           | 1           | 1               | 0               | 0               | 1                 | 0                 | 0                 | -                              | -                              | -                              | -                              | 32    | 0     | 1     |
| 2015-2016             | SM Caen               | Ligue 1                    | 15          | 1           | 1           | -               | -               | -               | -                 | -                 | -                 | -                              | -                              | -                              | -                              | 15    | 1     | 1     |
| 2016-2017             | SM Caen               | Ligue 1                    | 9           | 0           | 0           | 1               | 0               | 0               | -                 | -                 | -                 | -                              | -                              | -                              | -                              | 10    | 0     | 0     |
| 2017-2018             | SM Caen               | Ligue 1                    | 1           | 0           | 0           | -               | -               | -               | -                 | -                 | -                 | -                              | -                              | -                              | -                              | 1     | 0     | 0     |
| 2018-2019             | SM Caen               | Ligue 1                    | 16          | 0           | 1           | -               | -               | -               | -                 | -                 | -                 | -                              | -                              | -                              | -                              | 16    | 0     | 1     |
| Sous-total            | Sous-total            | Sous-total                 | 71          | 1           | 3           | 2               | 0               | 0               | 1                 | 0                 | 0                 | -                              | -                              | -                              | -                              | 74    | 1     | 3     |
| 2017-2018             | Cercle Bruges (prêt)  | Proximus League + Barrages | 12+2        | 0+0         | 2+0         | 1               | 0               | 0               | -                 | -                 | -                 | -                              | -                              | -                              | -                              | 15    | 0     | 2     |
| Sous-total            | Sous-total            | Sous-total                 | 14          | 0           | 2           | 1               | 0               | 0               | -                 | -                 | -                 | -                              | -                              | -                              | -                              | 15    | 0     | 2     |
| 2019-2020             | Thonon Évian GGFC     | Régional 1                 | 0           | 0           | 0           | 1               | 0               | 0               | -                 | -                 | -                 | -                              | -                              | -                              | -                              | 1     | 0     | 0     |
| 2020-2021             | Thonon Évian GGFC     | National 3                 | 0           | 0           | 0           | 1               | 0               | 0               | -                 | -                 | -                 | -                              | -                              | -                              | -                              | 1     | 0     | 0     |
| Sous-total            | Sous-total            | Sous-total                 | 0           | 0           | 0           | 2               | 0               | 0               | -                 | -                 | -                 | -                              | -                              | -                              | -                              | 2     | 0     | 0     |
| Total sur la carrière | Total sur la carrière | Total sur la carrière      | 208         | 3           | 8           | 10              | 0               | 0               | 6                 | 0                 | 0                 | -                              | 1                              | 0                              | 0                              | 225   | 3     | 8     |

### En sélection nationale
| Année  | Sélection | Coupe du monde | Coupe du monde | Coupe du monde | Éliminatoires CDM | Éliminatoires CDM | Éliminatoires CDM | CAN | CAN | CAN  | Éliminatoires CAN | Éliminatoires CAN | Éliminatoires CAN | Amicaux | Amicaux | Amicaux | Totaux | Totaux | Totaux |
| Année  | Sélection | M              | B              | P.d.           | M                 | B                 | P.d.              | M   | B   | P.d. | M                 | B                 | P.d.              | M       | B       | P.d.    | M      | B      | P.d.   |
| ------ | --------- | -------------- | -------------- | -------------- | ----------------- | ----------------- | ----------------- | --- | --- | ---- | ----------------- | ----------------- | ----------------- | ------- | ------- | ------- | ------ | ------ | ------ |
| 2010   | Bénin     | —              | —              | —              | —                 | —                 | —                 | —   | —   | —    | 2                 | 0                 | 0                 | 2       | 0       | 0       | 4      | 0      | 0      |
| 2011   | Bénin     | —              | —              | —              | —                 | —                 | —                 | —   | —   | —    | 2                 | 0                 | 0                 | —       | —       | —       | 2      | 0      | 0      |
| 2012   | Bénin     | —              | —              | —              | —                 | —                 | —                 | —   | —   | —    | 1                 | 0                 | 0                 | —       | —       | —       | 1      | 0      | 0      |
| 2013   | Bénin     | —              | —              | —              | 2                 | 0                 | 0                 | —   | —   | —    | —                 | —                 | —                 | —       | —       | —       | 2      | 0      | 0      |
| 2014   | Bénin     | —              | —              | —              | —                 | —                 | —                 | —   | —   | —    | —                 | —                 | —                 | 1       | 0       | 0       | 1      | 0      | 0      |
| 2015   | Bénin     | —              | —              | —              | —                 | —                 | —                 | —   | —   | —    | —                 | —                 | —                 | 1       | 0       | 0       | 1      | 0      | 0      |
| 2018   | Bénin     | —              | —              | —              | —                 | —                 | —                 | —   | —   | —    | 2                 | 0                 | 0                 | —       | —       | —       | 2      | 0      | 0      |
| 2019   | Bénin     | —              | —              | —              | —                 | —                 | —                 | 4   | 0   | 0    | 2                 | 0                 | 0                 | 1       | 0       | 0       | 7      | 0      | 0      |
| 2020   | Bénin     | —              | —              | —              | —                 | —                 | —                 | —   | —   | —    | 2                 | 0                 | 0                 | 1       | 0       | 0       | 3      | 0      | 0      |
| Totaux | Totaux    | 0              | 0              | 0              | 2                 | 0                 | 0                 | 4   | 0   | 0    | 11                | 0                 | 0                 | 6       | 0       | 0       | 23     | 0      | 0      |

### Matchs internationaux
| Matchs internationaux d'Emmanuel Imorou | Matchs internationaux d'Emmanuel Imorou | Matchs internationaux d'Emmanuel Imorou                          | Matchs internationaux d'Emmanuel Imorou | Matchs internationaux d'Emmanuel Imorou | Matchs internationaux d'Emmanuel Imorou | Matchs internationaux d'Emmanuel Imorou |
| #                                       | Date                                    | Lieu                                                             | Adversaire                              | Résultat                                | Compétition                             | Notes                                   |
| --------------------------------------- | --------------------------------------- | ---------------------------------------------------------------- | --------------------------------------- | --------------------------------------- | --------------------------------------- | --------------------------------------- |
| 1                                       | 12 janvier 2010                         | Estádio Nacional do Zimpeto, Maputo, Mozambique                  | Mozambique                              | 2 - 2                                   | CAN 2010                                | Remplace Singbo (65e).                  |
| 2                                       | 16 janvier 2010                         | Stade national d'Ombaka, Benguela, Angola                        | Nigeria                                 | 1 - 0                                   | CAN 2010                                | Remplacé par Singbo (66e).              |
| 3                                       | 5 septembre 2010                        | Stade de l'Amitié, Cotonou, Bénin                                | Burundi                                 | 1 - 1                                   | Élimin. CAN 2012                        |                                         |
| 4                                       | 9 octobre 2010                          | Stade Amahoro, Kigali, Rwanda                                    | Rwanda                                  | 0 - 3                                   | Élimin. CAN 2012                        |                                         |
| 5                                       | 27 mars 2011                            | Accra Sports Stadium, Accra, Ghana                               | Côte d'Ivoire                           | 2 - 1                                   | Élimin. CAN 2012                        |                                         |
| 6                                       | 5 juin 2011                             | Stade de l'Amitié, Cotonou, Bénin                                | Côte d'Ivoire                           | 2 - 6                                   | Élimin. CAN 2012                        | Remplacé par Kobéna (75e).              |
| 7                                       | 29 février 2012                         | Stade d'Addis-Abeba, Addis-Abeba, Éthiopie                       | Éthiopie                                | 0 - 0                                   | Élimin. CAN 2012                        | Remplacé par Barazé (46e).              |
| 8                                       | 26 mars 2013                            | Stade Mustapha-Tchaker, Blida, Algérie                           | Algérie                                 | 3 - 1                                   | Élimin. CDM 2018                        |                                         |
| 9                                       | 16 juin 2013                            | Stade omnisports Modibo-Keïta, Bamako, Mali                      | Mali                                    | 2 - 2                                   | Élimin. CDM 2018                        |                                         |
| 10                                      | 13 novembre 2014                        | Stade Adrar, Agadir, Maroc                                       | Maroc                                   | 6 - 1                                   | Match amical                            | Remplacé par Oré (61e).                 |
| 11                                      | 13 octobre 2015                         | Stade olympique de Brazzaville, Brazzaville, République du Congo | Congo                                   | 2 - 1                                   | Match amical                            | Remplacé par Tossavi (46e).             |
| 12                                      | 12 octobre 2018                         | Stade Mustapha-Tchaker, Blida, Algérie                           | Algérie                                 | 2 - 0                                   | Élimin. CAN 2019                        |                                         |
| 13                                      | 16 octobre 2018                         | Stade de l'Amitié, Cotonou, Bénin                                | Algérie                                 | 1 - 0                                   | Élimin. CAN 2019                        |                                         |
| 14                                      | 11 juin 2019                            | Grand stade de Marrakech, Marrakech, Maroc                       | Guinée                                  | 1 - 0                                   | Match amical                            | Remplace Kiki (46e).                    |
| 15                                      | 25 juin 2019                            | Stade d'Ismaïlia, Ismaïlia, Égypte                               | Ghana                                   | 2 - 2                                   | CAN 2019                                |                                         |
| 16                                      | 29 juin 2019                            | Stade d'Ismaïlia, Ismaïlia, Égypte                               | Guinée-Bissau                           | 0 - 0                                   | CAN 2019                                |                                         |
| 17                                      | 5 juillet 2019                          | Stade Al Salam, Le Caire, Égypte                                 | Maroc                                   | 1 - 1 2-5 t.a.b                         | CAN 2019                                |                                         |
| 18                                      | 10 juillet 2019                         | Stade du 30 Juin, Le Caire, Égypte                               | Sénégal                                 | 1 - 0                                   | CAN 2019                                |                                         |
| 19                                      | 13 novembre 2019                        | Godswill Akpabio International Stadium, Uyo, Nigéria             | Nigeria                                 | 2 - 1                                   | Élimin. CAN 2021                        |                                         |
| 20                                      | 17 novembre 2019                        | Stade de l'Amitié, Cotonou, Bénin                                | Sierra Leone                            | 1 - 0                                   | Élimin. CAN 2021                        |                                         |
| 21                                      | 11 octobre 2020                         | Stade Pina Manique, Lisbonne, Portugal                           | Gabon                                   | 0 - 2                                   | Match amical                            |                                         |
| 22                                      | 14 novembre 2020                        | Stade Charles-de-Gaulle, Porto-Novo, Bénin                       | Lesotho                                 | 1 - 0                                   | Élimin. CAN 2021                        |                                         |
| 23                                      | 17 novembre 2020                        | Stade Setsoto, Maseru, Lesotho                                   | Lesotho                                 | 0 - 0                                   | Élimin. CAN 2021                        | Remplace Kiki (80e).                    |